# Bahnhofstraße 6 (Quedlinburg)

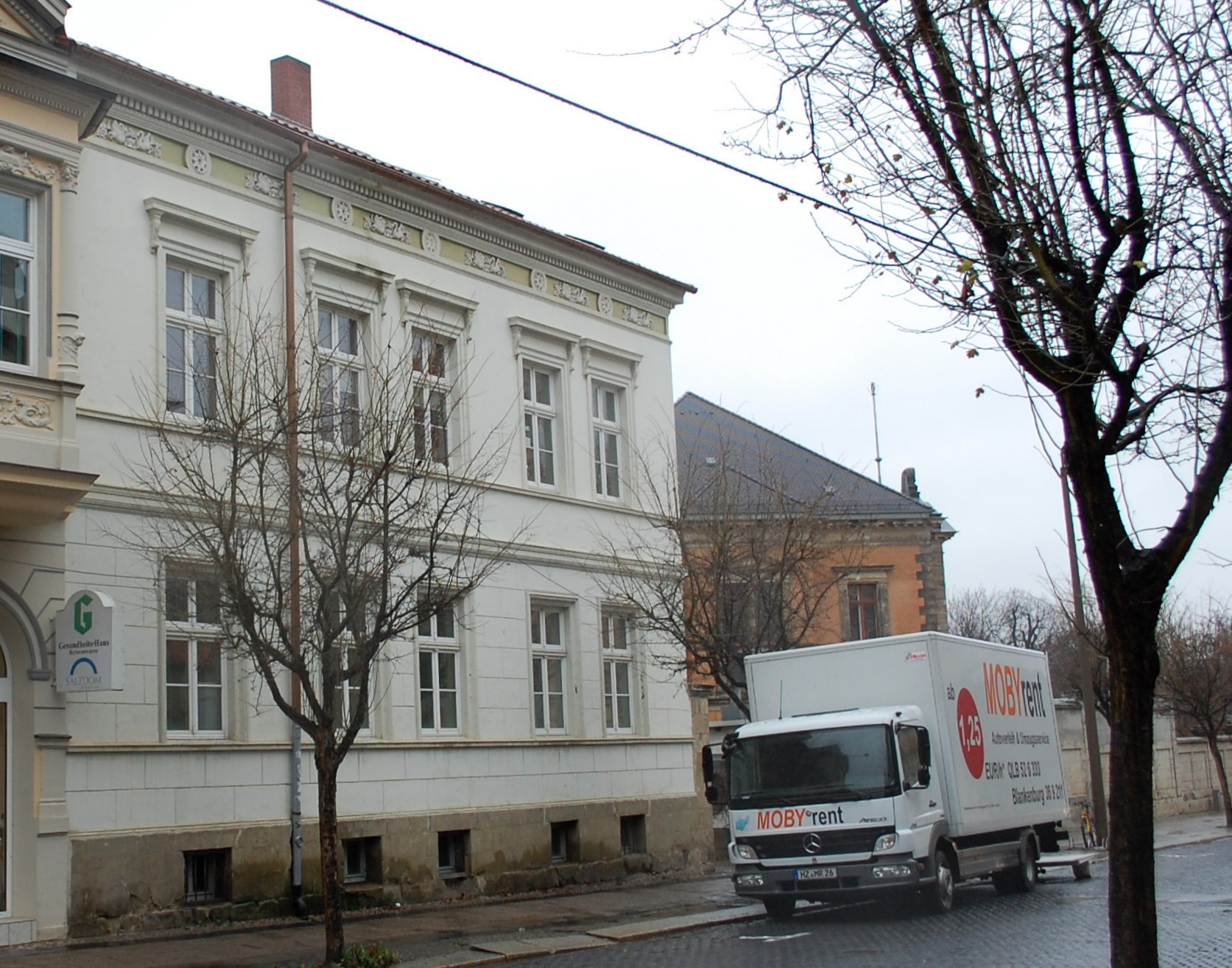
Haus Bahnhofstraße 6

Das Haus Bahnhofstraße 6 ist ein denkmalgeschütztes Gebäude in der Stadt Quedlinburg in Sachsen-Anhalt.

## Lage
Das Gebäude ist im Quedlinburger Denkmalverzeichnis als Wohnhaus eingetragen und befindet sich südöstlich der historischen Quedlinburger Altstadt. Nordwestlich grenzt das gleichfalls denkmalgeschützte Haus Bahnhofstraße 5 an.

## Architektur und Geschichte
Das Gebäude wurde in der Zeit um 1870 im Stil des Spätklassizismus errichtet. Die Fassade des Erdgeschosses wurde mit einer Putzquaderung versehen. Das Traufgesims ist mit Zahnschnitt und figürlichem Stuckfries verziert. Der Hauseingang befindet sich auf der südöstlichen Giebelseite. Sowohl über dem Eingang als auch hofseitig sind Balkone am Haus befestigt.
Die ursprüngliche Grundstückseinfriedung ist bis auf die Pfeiler aus Sandsteinquadern nicht erhalten.